# Svetovno prvenstvo v hokeju na ledu 2007 - elitna divizija, postave

## Skupina A

### Švedska
| Položaj | #  | Igralec            | Moštvo              |
| ------- | -- | ------------------ | ------------------- |
| GK      | 31 | Johan Backlund     | Timrå IK            |
| GK      | 34 | Daniel Henriksson  | Färjestads BK       |
| D       | 2  | Tobias Enström     | MoDo Hockey         |
| D       | 4  | Anton Strålman     | Timrå IK            |
| D       | 6  | Magnus Johansson   | Linköpings HC       |
| D       | 18 | Per Hållberg       | EV Zug              |
| D       | 28 | Dick Tärnström - A | HC Lugano           |
| D       | 29 | Kenny Jönsson - C  | Rögle BK            |
| D       | 44 | Johan Åkerman      | HV71                |
| F       | 8  | Patric Hörnqvist   | Djurgårdens IF      |
| F       | 9  | Tony Mårtensson    | Linköpings HC       |
| F       | 10 | Alexander Steen    | Toronto Maple Leafs |
| F       | 15 | Rickard Wallin     | HC Lugano           |
| F       | 17 | Jonathan Hedström  | Timrå IK            |
| F       | 19 | Nicklas Bäckström  | Brynäs IF           |
| F       | 20 | Martin Thörnberg   | HV71                |
| F       | 23 | Fredrik Bremberg   | Djurgårdens IF      |
| F       | 33 | Fredrik Emvall     | Linköpings HC       |
| F       | 72 | Jörgen Jönsson - A | Färjestads BK       |
| F       | 76 | Johan Davidsson    | HV71                |
| F       | 79 | Fredrik Warg       | Timrå IK            |

### Švica
| Položaj | #  | Igralec               | Moštvo               |
| ------- | -- | --------------------- | -------------------- |
| GK      | 1  | Jonas Hiller          | HC Davos             |
| GK      | 40 | David Aebischer       | Montreal Canadiens   |
| GK      | 79 | Daniel Manzato        | EHC Basel            |
| D       | 2  | Beat Gerber           | SC Bern              |
| D       | 3  | Julien Vauclair       | HC Lugano            |
| D       | 5  | Severin Blindenbacher | ZSC Lions            |
| D       | 7  | Mark Streit - C       | Montreal Canadiens   |
| D       | 11 | Martin Steinegger     | SC Bern              |
| D       | 29 | Beat Forster          | ZSC Lions            |
| D       | 33 | Steve Hirschi         | HC Lugano            |
| D       | 57 | Goran Bezina          | Genève-Servette HC   |
| F       | 10 | Andres Ambühl         | HC Davos             |
| F       | 12 | Patric Della Rossa    | EHC Basel            |
| F       | 15 | Paul DiPietro         | EV Zug               |
| F       | 23 | Thierry Paterlini     | ZSC Lions            |
| F       | 24 | Duri Camichel         | EV Zug               |
| F       | 25 | Thibaut Monnet        | HC Fribourg-Gottéron |
| F       | 27 | Valentin Wirz         | HC Lugano            |
| F       | 32 | Ivo Rüthemann         | SC Bern              |
| F       | 35 | Sandy Jeannin         | HC Lugano            |
| F       | 36 | Marc Reichert         | SC Bern              |
| F       | 39 | Raffaele Sannitz      | HC Lugano            |
| F       | 67 | Romano Lemm           | Kloten Flyers        |
| F       | 86 | Julien Sprunger       | HC Fribourg-Gottéron |
| F       | 97 | Adrian Wichser        | ZSC Lions            |

### Latvija
| Položaj | #  | Igralec                | Moštvo                       |
| ------- | -- | ---------------------- | ---------------------------- |
| GK      | 1  | Mārtiņš Raitums        | HK Riga 2000                 |
| GK      | 30 | Sergejs Naumovs        | HC Bolzano Foxes             |
| GK      | 31 | Edgars Masaļskis       | Neftyanik Almetyevsk         |
| D       | 2  | Rodrigo Laviņš         | Brynäs IF                    |
| D       | 3  | Arvīds Reķis           | Augsburger Panther           |
| D       | 4  | Agris Saviels          | HKm Zvolen                   |
| D       | 7  | Guntis Galviņš         | HK Riga 2000                 |
| D       | 15 | Aleksandrs Jerofejevs  | HK Poprad                    |
| D       | 18 | Georgijs Pujacs        | Khimik Moscow Oblast         |
| D       | 22 | Oļegs Sorokins         | Södertälje SK                |
| D       | 23 | Atvars Tribuncovs      | Färjestads BK                |
| F       | 5  | Jānis Sprukts          | Florida Panthers             |
| F       | 10 | Lauris Dārziņš         | HC Vsetín                    |
| F       | 12 | Herberts Vasiļjevs     | Krefeld Pinguine             |
| F       | 13 | Grigorijs Panteļejevs  | HC Ponteba                   |
| F       | 14 | Leonīds Tambijevs      | HC Merano                    |
| F       | 16 | Aleksejs Širokovs      | Khimik Moscow Oblast         |
| F       | 17 | Aleksandrs Ņiživijs    | Torpedo Nizhni Novgorod      |
| F       | 20 | Kaspars Daugaviņš      | Toronto St. Michael's Majors |
| F       | 21 | Armands Bērziņš        | HK Riga 2000                 |
| F       | 24 | Miķelis Rēdlihs        | Junost Minsk                 |
| F       | 26 | Aleksandrs Macijevskis | Odense Bulldogs              |
| F       | 27 | Aleksandrs Semjonovs   | Traktor Chelyabinsk          |
| F       | 28 | Guntis Džeriņš         | SK Riga 20                   |
| F       | 29 | Mārtiņš Cipulis        | HK Poprad                    |

### Italija
| Položaj | #  | Igralec              | Moštvo                        |
| ------- | -- | -------------------- | ----------------------------- |
| GK      | 29 | Jason Muzzatti       | Flint Generals                |
| GK      | 55 | Andrea Carpano       | SG Pontebba                   |
| GK      | 73 | Günther Hell         | HC Bolzano Foxes              |
| D       | 3  | Carter Trevisani     | Södertälje SK                 |
| D       | 6  | Michele Strazzabosco | HC Junior Milano Vipers       |
| D       | 8  | Florian Ramoser      | HC Bolzano Foxes              |
| D       | 12 | André Signoretti     | Herning Blue Fox              |
| D       | 14 | Carlo Lorenzi        | HC Alleghe                    |
| D       | 26 | Armin Helfer         | HC Junior Milano Vipers       |
| D       | 50 | Christian Borgatello | HC Junior Milano Vipers       |
| F       | 7  | Patrice Lefebvre     | HC Lausanne                   |
| F       | 9  | Giorgio de Bettin    | SG Cortina                    |
| F       | 10 | Giulio Scandella     | HC Junior Milano Vipers       |
| F       | 11 | Roland Ramoser       | HC Bolzano Foxes              |
| F       | 13 | Luca Rigoni          | HC Junior Milano Vipers       |
| F       | 16 | John Parco           | Asiago Hockey AS              |
| F       | 18 | Paolo Bustreo        | Ritten Sport                  |
| F       | 22 | Stefano Margoni      | SG Pontebba                   |
| F       | 24 | Mario Chitarroni     | HC Junior Milano Vipers       |
| F       | 27 | Flavio Faggioni      | HC Bolzano Foxes              |
| F       | 28 | Manuel de Toni       | HC Alleghe                    |
| F       | 34 | Jason Cirone         | Rio Grande Valley Killer Bees |
| F       | 39 | Jonathan Pittis      | Asiago Hockey AS              |
| F       | 71 | Luca Ansoldi         | SG Cortina                    |

## Skupina B

### Češka
- Head coach: Alois Hadamczik

| Položaj | #  | Igralec           | Moštvo                 |
| ------- | -- | ----------------- | ---------------------- |
| GK      | 32 | Roman Čechmánek   | HC Oceláři Třinec      |
| GK      | 79 | Marek Pinc        | EHC Biel               |
| GK      | 31 | Adam Svoboda      | HC Slavia Prague       |
| D       | 3  | Marek Židlický    | Nashville Predators    |
| D       | 4  | Zbyněk Michálek   | Phoenix Coyotes        |
| D       | 5  | Michal Barinka    | SC Bern                |
| D       | 6  | Ladislav Šmíd     | Edmonton Oilers        |
| D       | 36 | Petr Čáslava      | HC Pardubice           |
| D       | 77 | Radek Hamr        | Kloten Flyers          |
| D       | 83 | Jan Platil        | HC CSKA Moscow         |
| D       | 97 | Rostislav Klesla  | Columbus Blue Jackets  |
| F       | 9  | David Výborný - C | Columbus Blue Jackets  |
| F       | 10 | Petr Hubáček      | SC Bern                |
| F       | 13 | Jiří Novotný      | Washington Capitals    |
| F       | 14 | Tomáš Plekanec    | Montreal Canadiens     |
| F       | 15 | Jan Marek         | Metallurg Magnitogorsk |
| F       | 16 | Petr Čajánek      | St. Louis Blues        |
| F       | 17 | Jaroslav Hlinka   | HC Sparta Praha        |
| F       | 24 | Zbyněk Irgl       | HC Davos               |
| F       | 25 | Jaroslav Bednář   | HC Slavia Praha        |
| F       | 37 | Petr Sýkora       | Edmonton Oilers        |
| F       | 40 | Jaroslav Balaštík | HV71                   |
| F       | 60 | Tomáš Rolinek     | HC Pardubice           |
| F       | 62 | Petr Tenkrát      | Boston Bruins          |
| F       | 85 | Rostislav Olesz   | Florida Panthers       |

### ZDA
| Položaj | #  | Igralec           | Moštvo                  |
| ------- | -- | ----------------- | ----------------------- |
| GK      | 1  | Cory Schneider    | Boston College          |
| GK      | 33 | Jason Bacashihua  | St. Louis Blues         |
| GK      | 47 | John Grahame      | Carolina Hurricanes     |
| D       | 2  | Brian Pothier     | Washington Capitals     |
| D       | 3  | Jack Johnson      | Los Angeles Kings       |
| D       | 5  | Matt Greene       | Edmonton Oilers         |
| D       | 6  | Erik Johnson      | University of Minnesota |
| D       | 7  | Ryan Suter        | Nashville Predators     |
| D       | 24 | Andrew Hutchinson | Carolina Hurricanes     |
| D       | 41 | Andrew Alberts    | Boston Bruins           |
| D       | 44 | Keith Ballard     | Phoenix Coyotes         |
| F       | 8  | Phil Kessel       | Boston Bruins           |
| F       | 9  | Zach Parise       | New Jersey Devils       |
| F       | 10 | Brandon Bochenski | Boston Bruins           |
| F       | 11 | Paul Stastny      | Colorado Avalanche      |
| F       | 12 | Lee Stempniak     | St. Louis Blues         |
| F       | 16 | Nathan Davis      | Miami University        |
| F       | 17 | Chris Clark       | Washington Capitals     |
| F       | 18 | David Backes      | St. Louis Blues         |
| F       | 20 | Toby Petersen     | Edmonton Oilers         |
| F       | 26 | Erik Cole         | Carolina Hurricanes     |
| F       | 28 | Adam Hall         | Minnesota Wild          |
| F       | 39 | Tyler Arnason     | Colorado Avalanche      |
| F       | 43 | Ryan Callahan     | New York Rangers        |
| F       | 59 | Chad LaRose       | Carolina Hurricanes     |

### Belorusija
| Položaj | #  | Igralec              | Moštvo                  |
| ------- | -- | -------------------- | ----------------------- |
| GK      | 2  | Sergej Šabanov       | Metallurg Novokuznetsk  |
| GK      | 31 | Andrei Mezin         | Salavat Yulaev Ufa      |
| GK      | 33 | Stepan Gorjačevskikh | Junost Minsk            |
| D       | 3  | Oleg Leontiev        | Junost Minsk            |
| D       | 4  | Aleksandr Makritski  | Dinamo Minsk            |
| D       | 5  | Aleksandr Rjadinski  | HC Keramin Minsk        |
| D       | 7  | Sergei Erkovič       | Junost Minsk            |
| D       | 15 | Andrei Hlebau        | Dinamo Minsk            |
| D       | 27 | Aleksandr Žurik      | Dinamo Minsk            |
| D       | 43 | Viktor Kostjučenok   | Lada Togliatti          |
| D       | 70 | Vladimir Denisov     | HC Lada Togliatti       |
| F       | 8  | Andrei Mikhalev      | HC Keramin Minsk        |
| F       | 10 | Oleg Antonenko       | Dynamo Minsk            |
| F       | 11 | Aleksandr Kulakov    | Dynamo Minsk            |
| F       | 14 | Aleksei Strakhov     | HC Keramin Minsk        |
| F       | 18 | Aleksei Ugarov       | Neftekhimik Nizhnekamsk |
| F       | 19 | Dmitrij Meleško      | Salvat Yulaev Ufa       |
| F       | 22 | Sergei Zadelenov     | Neftekhimik Nizhnekamsk |
| F       | 26 | Sergei Kukušin       | HC Lada Togliatti       |
| F       | 28 | Konstantin Kolcov    | Salavat Yulaev Ufa      |
| F       | 30 | Artem Volkov         | Junost Minsk            |
| F       | 45 | Aliaksandr Baraukou  | Khimvolokno Mogilev     |
| F       | 77 | Dmitrij Dudik        | Dynamo Minsk            |
| F       | 93 | Evgeni Kurilin       | Dynamo Minsk            |

### Avstrija
| Položaj | #  | Igralec               | Moštvo               |
| ------- | -- | --------------------- | -------------------- |
| GK      | 31 | Bernd Brückler        | Espoo Blues          |
| GK      | 38 | Reinhard Divis        | EC Red Bull Salzburg |
| GK      | 66 | Patrick Machreich     | EHC Black Wings Linz |
| D       | 4  | Gerhard Unterluggauer | HC TWK Innsbruck     |
| D       | 11 | Philippe Lakos        | Vienna Capitals      |
| D       | 27 | Jeremy Rebek          | EC KAC               |
| D       | 32 | Andre Lakos           | EC Red Bull Salzburg |
| D       | 44 | Michael Stewart       | VSV EC               |
| D       | 47 | Martin Ulrich         | EC Red Bull Salzburg |
| D       | 55 | Robert Lukas          | Vienna Capitals      |
| F       | 16 | Patrick Harand        | EC Red Bull Salzburg |
| F       | 18 | Thomas Koch           | EC Red Bull Salzburg |
| F       | 19 | Philipp Lukas         | EHC Black Wings Linz |
| F       | 20 | Daniel Welser         | Skellefteå AIK       |
| F       | 21 | Matthias Trattnig     | EC Red Bull Salzburg |
| F       | 34 | Patrick Harand        | VSV EC               |
| F       | 36 | Marco Pewal           | EC Red Bull Salzburg |
| F       | 45 | David Schuller        | Vienna Capitals      |
| F       | 54 | Raimund Divis         | EHC Black Wings Linz |
| F       | 67 | Gregor Baumgartner    | EHC Black Wings Linz |
| F       | 74 | Dieter Kalt           | EC Red Bull Salzburg |
| F       | 91 | Oliver Setzinger      | Vienna Capitals      |

## Skupina C

### Kanada
| Položaj | #  | Igralec            | Moštvo                     |
| ------- | -- | ------------------ | -------------------------- |
| GK      | 30 | Cam Ward           | Carolina Hurricanes        |
| GK      | 35 | Dwayne Roloson     | Edmonton Oilers            |
| D       | 2  | Dan Hamhuis        | Nashville Predators        |
| D       | 3  | Dion Phaneuf       | Calgary Flames             |
| D       | 4  | Eric Brewer - A    | St. Louis Blues            |
| D       | 5  | Barret Jackman     | St. Louis Blues            |
| D       | 6  | Shea Weber         | Nashville Predators        |
| D       | 22 | Mike Commodore - A | Carolina Hurricanes        |
| D       | 23 | Cory Murphy        | Florida Panthers           |
| D       | 55 | Nick Schultz       | Minnesota Wild             |
| F       | 9  | Jay McClement      | St. Louis Blues            |
| F       | 10 | Jordan Staal       | Pittsburgh Penguins        |
| F       | 11 | Justin Williams    | Carolina Hurricanes        |
| F       | 12 | Eric Staal         | Carolina Hurricanes        |
| F       | 13 | Mike Cammalleri    | Los Angeles Kings          |
| F       | 16 | Jonathan Toews     | University of North Dakota |
| F       | 18 | Matthew Lombardi   | Calgary Flames             |
| F       | 19 | Shane Doan - C     | Phoenix Coyotes            |
| F       | 20 | Colby Armstrong    | Pittsburgh Penguins        |
| F       | 21 | Jamal Mayers       | St. Louis Blues            |
| F       | 25 | Jason Chimera      | Columbus Blue Jackets      |
| F       | 61 | Rick Nash          | Columbus Blue Jackets      |

### Slovaška
| Položaj | #  | Igralec            | Moštvo                  |
| ------- | -- | ------------------ | ----------------------- |
| GK      | 2  | Branislav Konrád   | HK Dynamax Nitra        |
| GK      | 41 | Jaroslav Halák     | Montreal Canadiens      |
| GK      | 60 | Karol Križan       | MoDo Hockey             |
| D       | 3  | Zdeno Chára        | Boston Bruins           |
| D       | 7  | Martin Štrbák      | HC CSKA Moscow          |
| D       | 37 | Peter Podhradský   | Frankfurt Lions         |
| D       | 55 | Tomáš Starosta     | Neftekhimik Nizhnekamsk |
| D       | 68 | Milan Jurčina      | Washington Capitals     |
| D       | 75 | Richard Stehlík    | HC Sparta Praha         |
| F       | 10 | Marián Gáborík     | Minnesota Wild          |
| F       | 14 | Andrej Podkonický  | HC Bílí Tygři Liberec   |
| F       | 16 | Roman Kukumberg    | HC Slovan Bratislava    |
| F       | 18 | Miroslav Šatan     | New York Islanders      |
| F       | 19 | Branko Radivojevič | Minnesota Wild          |
| F       | 21 | Radovan Somík      | Severstal Cherepovets   |
| F       | 22 | Richard Kapuš      | Metallurg Novokuznetsk  |
| F       | 26 | Tibor Melichárek   | HC Dukla Trenčín        |
| F       | 28 | Ivan Čiernik       | Kölner Haie             |
| F       | 39 | Pavol Demitra      | Minnesota Wild          |
| F       | 43 | Tomáš Surový       | Luleå HF                |
| F       | 47 | Miroslav Kováčik   | Sibir Novosibirsk       |
| F       | 71 | Tomáš Harant       | Lowell Devils           |
| F       | 79 | Marek Uram         | HC Slovan Bratislava    |
| F       | 81 | Marián Hossa       | Atlanta Thrashers       |

### Nemčija
| Položaj | #  | Igralec             | Moštvo              |
| ------- | -- | ------------------- | ------------------- |
| GK      | 1  | Oliver Jonas        | Kölner Haie         |
| GK      | 30 | Dimitrij Kotschnew  | Iserlohn Roosters   |
| GK      | 40 | Dimitri Pätzold     | Worcester Sharks    |
| D       | 8  | Sebastien Osterloh  | Frankfurt Lions     |
| D       | 9  | Tobias Draxinger    | Eisbären Berlin     |
| D       | 20 | Robert Dietrich     | DEG Metro Stars     |
| D       | 22 | Michael Bakos       | ERC Ingolstadt      |
| D       | 25 | Robin Breitbach     | Genève-Servette HC  |
| D       | 27 | Martin Ančička      | Adler Mannheim      |
| D       | 43 | Felix Petermann     | Adler Mannheim      |
| D       | 48 | Frank Hördler       | Eisbären Berlin     |
| D       | 52 | Alexander Sulzer    | DEG Metro Stars     |
| F       | 11 | Sven Felski         | Eisbären Berlin     |
| F       | 16 | Michael Wolf        | Iserlohn Roosters   |
| F       | 21 | John Tripp          | ERC Ingolstadt      |
| F       | 24 | André Rankel        | Eisbären Berlin     |
| F       | 26 | Daniel Kreutzer - C | DEG Metro Stars     |
| F       | 29 | Alexander Bárta     | Hamburg Freezers    |
| F       | 33 | Michael Hackert     | Frankfurt Lions     |
| F       | 46 | Florian Busch       | Eisbären Berlin     |
| F       | 47 | Christoph Ullmann   | Adler Mannheim      |
| F       | 56 | Aleksander Polaczek | Sinupret Ice Tigers |
| F       | 72 | Petr Fical          | Sinupret Ice Tigers |
| F       | 85 | Yannic Seidenberg   | ERC Ingolstadt      |
| F       | 87 | Philip Gogulla      | Kölner Haie         |

### Norveška
| Položaj | #  | Igralec              | Moštvo               |
| ------- | -- | -------------------- | -------------------- |
| GK      | 1  | Halvor Hårstad-Evjen | Frisk Asker          |
| GK      | 33 | Pål Grotnes          | IK Comet Halden      |
| GK      | 39 | Mathias Gundersen    | Stavanger IK         |
| D       | 4  | Mathias Liv          | Storhamar IL Hamar   |
| D       | 6  | Jonas Holøs          | IHK Sparta Sarpsborg |
| D       | 7  | Tommy Jakobsen       | EC Graz 99ers        |
| D       | 16 | Erik Ryman           | HC Alleghe           |
| D       | 23 | Mats Trygg           | Kölner Haie          |
| D       | 36 | Lars Erik Lund       | Vålerenga Oslo       |
| F       | 8  | Mads Hansen          | Brynäs IF            |
| F       | 10 | Lars Erik Spets      | Brynäs IF            |
| F       | 12 | Knut Spets           | IK Nyköping          |
| F       | 14 | Marius Trygg         | Stavanger IK         |
| F       | 20 | Anders Bastiansen    | Mora IK              |
| F       | 21 | Morten Ask           | Djurgårdens IF       |
| F       | 24 | Jonas Andersen       | IHK Sparta Sarpsborg |
| F       | 25 | Steffen Thoresen     | Storhamar IL Hamar   |
| F       | 28 | Kjell Richard Nygård | Vålerenga Oslo       |
| F       | 29 | Kristian Forsberg    | Storhamar IL Hamar   |
| F       | 35 | Aleksander Nervik    | Vålerenga Oslo       |
| F       | 41 | Patrick Thoresen     | Edmonton Oilers      |
| F       | 46 | Mathis Olimb         | Vålerenga Oslo       |

## Skupina D

### Finska
| Položaj | #  | Igralec              | Moštvo                |
| ------- | -- | -------------------- | --------------------- |
| GK      | 30 | Fredrik Norrena      | Columbus Blue Jackets |
| GK      | 32 | Kari Lehtonen        | Atlanta Thrashers     |
| GK      | 35 | Sinuhe Wallinheimo   | JYP                   |
| D       | 3  | Petteri Nummelin     | Minnesota Wild        |
| D       | 4  | Ville Koistinen      | Milwaukee Admirals    |
| D       | 5  | Lasse Kukkonen       | Philadelphia Flyers   |
| D       | 7  | Aki Berg             | TPS                   |
| D       | 18 | Tuukka Mäntylä       | Tappara               |
| D       | 33 | Pekka Saravo         | Luleå HF              |
| D       | 34 | Toni Söderholm       | SC Bern               |
| D       | 44 | Jukka-Pekka Laamanen | Kärpät                |
| F       | 9  | Mikko Koivu          | Minnesota Wild        |
| F       | 10 | Sean Bergenheim      | Frölunda HC           |
| F       | 15 | Tuomo Ruutu          | Chicago Blackhawks    |
| F       | 16 | Ville Peltonen       | Florida Panthers      |
| F       | 20 | Antti Miettinen      | Dallas Stars          |
| F       | 22 | Mika Pyörälä         | Kärpät                |
| F       | 24 | Jari Viuhkola        | Kärpät                |
| F       | 25 | Jukka Hentunen       | HC Lugano             |
| F       | 26 | Jere Lehtinen        | Dallas Stars          |
| F       | 27 | Timo Pärssinen       | Timrå IK              |
| F       | 37 | Jarkko Ruutu         | Pittsburgh Penguins   |
| F       | 39 | Niko Kapanen         | Phoenix Coyotes       |
| F       | 41 | Petri Kontiola       | Tappara               |
| F       | 71 | Tomi Kallio          | Frölunda HC           |

### Rusija
| Položaj | #  | Igralec              | Moštvo                 |
| ------- | -- | -------------------- | ---------------------- |
| GK      | 30 | Alexander Eremenko   | AK Bars Kazan          |
| GK      | 83 | Vasilij Košečkin     | Lada Togliatti         |
| D       | 3  | Aleksei Emelin       | Lada Togliatti         |
| D       | 5  | Ilja Nikulin         | AK Bars Kazan          |
| D       | 6  | Maksim Kondratiev    | Lada Togliatti         |
| D       | 7  | Denis Grebeškov      | Lokomotiv Yaroslavl    |
| D       | 27 | Vitali Atjušov       | Metallurg Magnitogorsk |
| D       | 45 | Vitali Proškin       | AK Bars Kazan          |
| D       | 52 | Andrei Markov        | Montreal Canadiens     |
| D       | 55 | Sergei Gončar        | Pittsburgh Penguins    |
| F       | 8  | Aleksander Ovečkin   | Washington Capitals    |
| F       | 11 | Jevgenij Malkin      | Pittsburgh Penguins    |
| F       | 12 | Danis Zaripov        | AK Bars Kazan          |
| F       | 13 | Ivan Neprajev        | Lokomotiv Yaroslavl    |
| F       | 15 | Nikolai Kulemin      | Metallurg Magnitogorsk |
| F       | 18 | Sergei Brilin        | New Jersey Devils      |
| F       | 21 | Alexander Kharitonov | Dynamo Moscow          |
| F       | 22 | Aleksander Radulov   | Nashville Predators    |
| F       | 24 | Aleksander Frolov    | Los Angeles Kings      |
| F       | 25 | Petr Šastlivij       | Khimik Moscow Oblast   |
| F       | 42 | Sergei Zinoviev      | AK Bars Kazan          |
| F       | 71 | Ilja Kovalčuk        | Atlanta Thrashers      |
| F       | 95 | Aleksej Morozov      | AK Bars Kazan          |

### Ukrajina
| Položaj | #  | Igralec                 | Moštvo                 |
| ------- | -- | ----------------------- | ---------------------- |
| GK      | 1  | Oleksandr Fedorov       | Khimvolokno Mogilev    |
| GK      | 22 | Vadim Seliverstov       | HC Bercut Kiev         |
| GK      | 50 | Igor Karpenko           | Dynamo Minsk           |
| D       | 2  | Iurii Gunko             | Sokol Kyiv             |
| D       | 3  | Sergii Klimentiev       | HC MVD Moscow Oblast   |
| D       | 4  | Denis Isajenko          | HK Gomel               |
| D       | 5  | Oleg Blagoi             | Sokol Kyiv             |
| D       | 6  | Andrij Srjubko          | HC Dmitrov             |
| D       | 9  | Oleksandr Pobiedonoscev | Khimvolokno Mogilev    |
| D       | 12 | Viačeslav Timčenko      | HK Gomel               |
| D       | 30 | Vjačeslav Zavalnjuk     | Metallurg Magnitogorsk |
| D       | 32 | Jurij Navarenko         | HK Vitebsk             |
| D       | 44 | Vitalij Ljutkevič       | Keramin Minsk          |
| F       | 7  | Vasil Bobrovnikov       | Sokol Kyiv             |
| F       | 8  | Oleksandr Bobkin        | Sokol Kyiv             |
| F       | 11 | Sergij Karčenko         | Hull Stingrays         |
| F       | 17 | Oleksandr Matviičuk     | Sokol Kyiv             |
| F       | 18 | Vitalij Semenčenko      | Yunost Minsk           |
| F       | 21 | Vitalii Donika          | Neftyanik Almetyevsk   |
| F       | 23 | Roman Salnikov          | Keramin Minsk          |
| F       | 24 | Artem Gnidenko          | HK Vitebsk             |
| F       | 28 | Oleksandr Materukhin    | Khimvolokno Mogilev    |
| F       | 29 | Valentin Oletskyy       | HK Gomel               |
| F       | 55 | Dmitro Cirul            | Khimik Moscow Oblast   |
| F       | 77 | Oleg Šafarenko          | Dynamo Minsk           |

### Danska
| Položaj | #  | Igralec               | Moštvo                   |
| ------- | -- | --------------------- | ------------------------ |
| GK      | 1  | Simon Nielsen         | Rødovre Mighty Bulls A/S |
| GK      | 30 | Michael Madsen        | Herlev Hornets           |
| GK      | 31 | Peter Hirsch          | Leksands IF              |
| D       | 2  | Rasmus Pander         | Herning Blue Fox         |
| D       | 4  | Mads Bødker           | Rögle BK                 |
| D       | 5  | Daniel Nielsen        | Herning Blue Fox         |
| D       | 6  | Stefan Lassen         | Herning Blue Fox         |
| D       | 7  | Jesper Damgaard       | Augsburger Panther       |
| D       | 25 | Andreas Andreasen     | Esbjerg IK               |
| D       | 55 | Mads Møller           | AaB Ishockey A/S         |
| F       | 9  | Peter Regin           | Timrå IK                 |
| F       | 10 | Bo Nordby Tranholm    | AaB Ishockey A/S         |
| F       | 11 | Michael Smidt         | Rødovre Mighty Bulls A/S |
| F       | 13 | Morten Green          | Leksands IF              |
| F       | 14 | Kirill Starkov        | Red Deer Rebels          |
| F       | 16 | Christoffer Kjærgaard | Herning Blue Fox         |
| F       | 18 | Mads Christensen      | Herning Blue Fox         |
| F       | 19 | Kim Staal             | Milwaukee Admirals       |
| F       | 20 | Rasmus Olsen          | AaB Ishockey A/S         |
| F       | 21 | Thor Dresler          | Herlev Hornets           |
| F       | 24 | Alexander Sundberg    | Rødovre Mighty Bulls A/S |
| F       | 27 | Jens Nielsen          | AaB Ishockey A/S         |
| F       | 29 | Morten Madsen         | Victoriaville Tigres     |
| F       | 51 | Frans Nielsen         | New York Islanders       |